# Polybasit
Polybasit (Polybasit-T2ac (ab 09/2006), Eugenglanz, Sprödglaserz) ist ein Mineral aus der Mineralklasse der Sulfide und Sulfosalze und gehört zur Familie der silberreichen Sulfosalze mit einem Überschuss kleiner, einwertiger Kationen (Ag, Cu) im Verhältnis zu As, Sb, Bi. Die vereinfachte Strukturformel lautet
[Ag9CuS4][(Ag,Cu)6(Sb,As)2S7] mit mehr als 1 Sb pro Formeleinheit.
Das Kupfer-Silber-Verhältnis ist variabel und die Silbergehalte liegen bei 64-72 %. Zudem kommen geringe Gehalte an Eisen und Zink sowie Antimon und Selen vor.
Polybasit gehört mit den isotypen Mineralen Pearceit (mehr As als Sb) und Selenopolybasit (mehr Se als S) zu einer Mischkristallreihe (Polybasitreihe).
Polybasit kristallisiert in rhombischen Tafeln oder findet sich derb und fein in umgebenden Mineralen verteilt. Es ist eisenschwarz mit Metallglanz und in sehr dünnen Blättchen rot durchscheinend. Er hat eine Mohs-Härte von 2 bis 2,5 und eine Dichte von 6 bis 6,25 g/cm³.

## Etymologie und Geschichte
Der Name Polybasit leitet vom griechischen πολὺ poly für „viele“ und βάσις basis für „Ebenen“ her, was auf die Kristallstruktur zurückzuführen ist.
Gustav Rose (1798–1873) und August Breithaupt (1791–1873) entdeckten unabhängig voneinander das Mineral im Jahr 1829. Breithaupt nannte es Eugenglanz, Rose vergab den Namen Polybasit. Justus von Liebig schreibt in seinen „Annalen der Chemie“ zur Entdeckung von Polybasit: „Der Polybasit wurde zuerst von G. Rose als ein besonderes Mineral von Sprödglaserze unterschieden. Eine neue Reihe vou Analysen dieses Minerals ist von H. Rose unternommen worden.“

## Klassifikation
In der mittlerweile veralteten, aber noch gebräuchlichen 8. Auflage der Mineralsystematik nach Strunz gehörte Polybasit zur Mineralklasse der „Sulfide und Sulfosalze“ und dort zur Abteilung der „Sulfosalze“, wo er zusammen mit Billingsleyit, Cupropearceit, Pearceit, Antimonpearceit, Arsenpolybasit und Selenopolybasit die eigenständige Gruppe II/E.05 bildete.
Die seit 2001 gültige und von der International Mineralogical Association (IMA) verwendete 9. Auflage der Strunz’schen Mineralsystematik ordnet den Polybasit ebenfalls in die Klasse der „Sulfide und Sulfosalze“, dort allerdings in die neu definierte Abteilung der „Sulfarsenide, Sulfantimonide, Sulfbismutide“ ein. Diese ist zudem weiter unterteilt nach der Kristallstruktur und der möglichen Anwesenheit zusätzlichen Schwefels, so dass das Mineral entsprechend seinem Aufbau und seiner Zusammensetzung in der Unterabteilung der „Insel-Sulfarsenide (Neso-Sulfarsenide) usw., mit zusätzlichem Schwefel (S)“ zu finden ist, wo es zusammen mit Cupropearceit, Cupropolybasit, Pearceit-Tac (früher Pearceit), Pearceit-T2ac (früher Arsenpolybasit), Pearceit-M2a2b2c (früher Arsenpolybasit), Polybasit-Tac (früher Antimonpearceit), Polybasit-T2ac (früher Polybasit), Polybasit-M2a2b2c (früher Polybasit) und Selenopolybasit die „Pearceit-Polybasit-Gruppe“ mit der System-Nr. 2.GB.15 bildet.
Auch die vorwiegend im englischen Sprachraum gebräuchliche Systematik der Minerale nach Dana ordnet den Polybasit bzw. den Polybasit-M2a2b2c in die Klasse der „Sulfide und Sulfosalze“ und dort in die Abteilung der „Sulfosalze“ ein. Hier ist er zusammen mit Pearceit-T2ac in der „Polybasitgruppe“ mit der System-Nr. 03.01.07 innerhalb der Unterabteilung der „Sulfosalze mit dem Verhältnis z/y > 4 und der Zusammensetzung (A+)i (A2+)j [ByCz], A = Metalle, B = Halbmetalle, C = Nichtmetalle“ zu finden.

## Bildung und Fundorte
Polybasit findet sich auf hydrothermalen Silbererzgängen, die bei niedrigen bis mittleren Temperaturen gebildet wurden, z. B. bei Freiberg, Sankt Andreasberg, Jáchymov (Joachimsthal), Schemnitz in der Slowakei, in Mexiko, Nevada, Idaho. Er tritt zusammen mit Pyrargyrit (Ag3SbS3), Tetraedrit (Cu12Sb4S13), Stephanit, weiteren Silbersulfosalzen, Akanthit, Gold, Quarz, Kalzit, Dolomit und Baryt auf. Im Rheinischen Schiefergebirge wurde Polybasit als generell sehr seltenes Silbermineral u. a. in der Grube Dörnberg bei Ramsbeck, den Gruben Heinrichssegen bei Littfeld im Siegerland und Gonderbach bei Fischelbach im Wittgenstein´schen sowie der Grube Mehlbach bei Rohnstadt im Lahntaunus gefunden.

## Kristallstruktur
Die Polybasitstruktur baut sich aus zwei verschiedenen schichtförmigen Baueinheiten mit den Zusammensetzungen [Ag9CuS4]2+ und [(Ag,Cu)6(Sb,As)2S7]2− auf. Diese Schichtpakete sind in Richtung der c-Achse alternierend aufeinandergestapelt.
Polybasit (und Pearceit) kristallisiert sowohl trigonal als auch monoklin in drei polytypen Strukturen:
- Polybasit-Tac (alt: Antimonpearceit), trigonal
- Polybasit-T2ac (alt: Polybasit-221), trigonal
- Polybasit-M2a2b2b (alt: Polybasit-222), monoklin

Die Verdopplung der einzelnen Elementarzellachsen (2a, 2b, 2c) beruht im Wesentlichen auf der geordneten Verteilung des Silbers (Ag) auf die diversen Gitterpositionen.

## Verwendung
Polybasit ist lokal ein wichtiges Silbererz.